# معتمدالتولیه
میرزا سید مهدی معتمدالتولیه نماینده عبدالعظیم (شهر ری) در نخستین دوره مجلس شورای ملی از چهارم ذیحجه ۱۳۲۵ (دی ۱۲۸۶) به بعد بود.